# Heinrich Sonnrein
Heinrich Sonnrein (Hanau, 28 marzo 1911 – 23 marzo 1944) è stato un calciatore tedesco, di ruolo portiere.